# 生物彗星WoO
『生物彗星WoO』（せいぶつすいせい ウー）は、2006年4月9日から8月13日までNHKデジタル衛星ハイビジョンで放送された特撮テレビ番組。全13話。

## 概要
本作品は円谷プロにとって『電光超人グリッドマン』以来となるウルトラシリーズ以外の特撮ヒーローテレビシリーズであり、巨大ヒーロー・怪獣作品としては、日本初のハイビジョン撮影を使用したテレビシリーズである。ただし、巨大ヒーローと怪獣が戦わない回が全13話中5話あり、作品全体の内容はヒーロー作品というより、「一人の少女が逆境の中で人との交わりを通じて精神的に強くなっていく」というジュブナイルSFとなっている。
また、合成やミニチュアを部分的に使用している作品はNHKでも過去にも存在しているが、全編通しての特撮作品としてはNHKでは初めてである。当初NHK側はウルトラシリーズの新作を希望していたが、当時すでに『ULTRA N PROJECT』の企画が進行していたため現在の形となった。
可愛いWoOのキャラクターに相反し、重苦しいドラマ展開や残虐描写などが多い作品でもある。一方で、民放ではなくNHKでの放送のため、玩具などの商品展開を気にせず作品作りに打ち込めたことが本作品の番組製作における最大のメリットとなった。

## 『WOO』
原案となった『WOO』は、円谷英二と金城哲夫が円谷プロ最初のテレビドラマとしてフジテレビに持ちこんだ企画で書籍『ウルトラQ伝説』（アスペクト刊）によると「WOO」の一番古い企画書は、昭和38年（1963年）春ごろにフジテレビに提出されたものであり、不定形の宇宙人が活躍するというもので、サンプルストーリー13本も制作されていたが、予算や技術的な問題から中止となった。フジテレビに提出された『WOO』の企画書によると、物語は故郷を失った宇宙生物・WOOが、アンドロメダ星雲から宇宙を漂流して地球に漂着。ヌード・カメラマンの秋田譲二に助けられ、ともに不可解な事件を解決してゆくというものであった。設定では、WOOはゲル状の不定形生物で、通常は「眼」しか見えていないキャラクターとされている。この番組は「円谷空想科学映画劇場」というシリーズとされていて、30分、オールフィルムで合計39本（3クール）の制作で1クールごとに主人公が変わる設定になっていた。企画書によると第1クールの主人公がWOO、第2クールではラッパー、第3クールではスペースホースと1クールごと別の主人公が設定されている。
書籍『ファンタスティックコレクションNo.2』（朝日ソノラマ刊）では昭和39年（1964年）4月、「WOO」はフジテレビとの契約調印の日に破談となってしまったとされ、調印の場に同席していたフジテレビの西村五州は、円谷皐に破談となった理由を「契約上のトラブル」としか伝えなかったとされている。円谷皐のインタビュー録音テープが存在しており、その中で契約が破談になった理由を契約書の「甲」「乙」の表記が、フジテレビが「甲」、東宝が「乙」になっていたことに東宝側が激怒したためだったと語っている。「WOO」の制作中止が決定したのは、昭和39年（1964年）4月以降と考えられるとされている。
『WOO』の企画書によると主要人物として、ヌードカメラマンの秋田譲二、その助手の団太郎、そして、彼らを取り巻くモデルたちが紹介されており、毎回グラマーなモデルが出演する設定になっていた。その中で実際に発表されたキャストは、番組のヒロイン（ドロシー役）となる予定だった浮須良美（うきす・よしみ）という女優だけである。彼女は、朝鮮戦争で死んだ米兵を父に持つ17才のハーフで、ファッションモデル出身の女優だった。書籍『ウルトラマン創世記』ではキャストで決まっていたのは、主役の秋田譲二役の佐原健二だけだったと紹介されている。
円谷プロは『WOO』による収益を見込んで、当時の世界に2台しかなかったアメリカ・オックスベリー社製の高性能光学撮影機「オプチカルプリンター1200シリーズ」を企画段階で発注した。しかし企画の頓挫で支払いが不可能になったが既に輸送中のためキャンセルも出来ず、当時TBSのディレクターだった円谷一を通じてTBSに購入を肩代わりしてもらった。TBSでは機材を活用するため円谷プロとの間で企画段階だったSF特撮シリーズ『UNBALANCE』の制作を決定、タイトルを『ウルトラQ』に改めて1966年から放送し人気を博した。
その後昭和40年（1965年）晩秋、TBSは『ウルトラQ』の放映開始を直前に控えて、新たな企画を依頼した。その時、最初に提出された企画が、フジテレビで企画された「WOO」にトップ屋集団A.G.C（アート・グラフィック・センター）という組織を加えたTBS版の『WOO』だった。この企画は、採用されなかったが、この企画が発展して『ウルトラマン』が誕生したと言われている。この時の資料として「設定とストーリー　WOO」という企画書が現存しており、書籍『ウルトラマン大鑑』（朝日ソノラマ刊）には、この企画書の全文およびTBS版『WOO』のサンプルストーリー「凍結アメーバー」の脚本の全文が掲載されている。
『ゴジラ』などを手掛けた脚本家の村田武雄も円谷からの要請により企画に参加していたが、本作品が中止となりその後も円谷プロダクション作品に参加する機会はなかった。
『ウルトラマン』第30話に登場する伝説怪獣ウーの名前の元にもなっている。

## ストーリー
サッカー好きな女子中学生、神代アイはある日、彗星から落ちてきた不定形生物を見つけ、WoOと名づける。しかしWoOを捕らえるべく追いかけてくる防衛隊から、アイはWoOと共に逃げることになる。怪獣が現れた時にはWoOはアイ吉となって戦う。

## WoO
生きていて水に覆われた故郷のポルナレフ彗星からやってきた生命体。彗星が攻撃されたことで卵の状態で宇宙を彷徨い、地球に落下し、公園でアイに拾われた。
擬態能力を持ち、アイ吉やリュックサックに擬態する。
また、触覚を発光させることで、電気機器を触れずに操作したり、物を修復したりするなどの超能力が使える。力を使い過ぎると化石状の姿になって休眠してしまうが、エネルギー源である水を得ると元に戻る。
温厚な性質で高度な知性を持つが、地球落下以前の記憶は失われている模様。
- デザインは原案の「目だけが見える巨大なアメーバのような生物」というコンセプトを元に、勾玉やオタマジャクシ、および『ウルトラマン』に登場したガヴァドン（A）がモデルとなっている「アメーバ・コア」が細胞分裂して凄まじい熱を発して変身したものが巨大化したものが、徐々に冷めていったものや胸のコアが落ちて崩壊していく流れとなっており、『ターミネーター2』のT-100をイメージしている[12]。その後、すべての形状を円や球状をベースにしたコア素材となり、下部も脚に変更された[12]。模様を増やして足を太くし、背中から尻尾にかけて緩やかな流れにしたものが最終決定稿となった[12]。背中の線は貯金箱をイメージしている[12]。
- 雛形を作る際にプロップを塗装したカラーバリエーションは、毎回のエンディングで使用されている[12]。

### アイ吉
WoOが怪獣と戦うために変身した巨人。小太郎がアイにプレゼントした自作のフィギュア「アイ吉」がモデル。胸部には「AI」が逆さに描かれている。身軽でひょうきんな動きで怪獣と戦う。身体を丸めて高速回転しながら行う体当たりが必殺技。アイに教えられたサッカーの技術を活かして戦うことも。
- 仮名では「ラッパーマン」という名称で、初期形態や最終形態も描かれていた[12]。
- 当初は頭部がWoOの頭部をヘルメット状にしたもので、大きく変更して模様を変更したものが決定稿となった[12]。撮影用のスーツがフォームラバーのため、たくさん細かい模様を入れて継ぎ目をごまかしている[12]。当初は上半身から下半身にかけて青から紫のグラデーションにしていたが、現場で補修した際に「厳しい」という声があったため、三面図を描く際に青一色になった[12]。決定稿では描かれていないが、造形段階では頭部の側面が間延びするのを防ぐため、耳穴を付けている[12]。
- 別案では、女性タイプやロボット系、気持ち悪い系のデザインも存在していた[12]。また、劇中に登場するアイ吉のフィギュアはミクロマンの男性素体をベースにパテを盛って作られている[12]。

必殺技
リバウンド・クラッシュ
相手の力を利用して、頭から体当たりする。第3話で使用。
トルネード・キック
体の回転で旋風を起こし、それにより浮き上がった工事用車両を敵に蹴り込む。第4話で使用。
スピニング・アタック（アイ吉バージョン）
WoOも使用した高速回転のアイ吉バージョン。第3話・第4話で使用。
アイス・シュート
ジュース缶の中の水を瞬時に氷結させて撃つ。第5話で使用
アイ吉拳
全身にエネルギーをみなぎらせて放つパンチ。第10話で使用。
スピニング・アタック
アイとともに放つ、スピニング・アタックの強化版。第13話で使用してゲルノイドと化した永倉を倒した。

## 登場人物
神代 アイ（）
サッカー部に所属していた多摩ヶ丘中学に通う中学2年生で母親と二人暮らし。スタンドプレーが原因で試合に負け、優勝を逃したことで部員たちに疎まれ、レギュラーへの道を断たれた上にサッカー部を追放される。彗星が爆破した後、拾った卵からWoOが生まれたことで運命が左右されることになる。中学校が襲われた際、幼馴染であるマドカを眼前で失い、自身はWoOの力によりただ一人生き残った。その後、防衛隊に保護されるが、WoOの力で隊員たちの会話を偶然聞いてしまい、WoOも自分も殺されると思い、逃亡生活が始まる。
小太郎に想いを寄せており両思いである。食べ物の好き嫌いが多く、特に野菜が大嫌いで野菜ジュースにさえあからさまな嫌悪を示すほど。
神代 清美（）
アイの母親で雑誌「アグア」の副編集長をしているシングルマザー。ワーカホリックな一面があり、帰りは常に深夜。アイからの電話も常に留守電で、仕事関係の人間以外の電話に出ることは決して無い。
元木 小太郎（）
アイの中学の先輩で、高校中退のフリーター。作中ではコンビニでアルバイトをしている。ハリウッドで特撮映画監督になるのが夢。フィギュアを作るのが得意で、アイにアイ吉をプレゼントした。アイのことが好きで、アイのためならどこまでも行くという情熱を持っているが、偶然に遭遇した永倉により怪獣化してしまう。
葛城 シオン（）
防衛隊少尉。元は研究者だが、恋人の権田大尉が彗星の爆発に巻込まれ、その捜索のため情報管理室三課に加わった。最初はWoOは宇宙から来た凶悪生物だと思っていたが、権田に会ったというWoOを信じ、アイを守ることを決意。
山南 大輔（）
防衛隊情報管理室三課の指揮官でマドカの父親。大佐。アイを幼いころから知っており、「おじさん」と呼び慕われていたが、一人娘であるマドカを失ったことがきっかけとなり、仕事一筋の鬼軍人となった。妻に関しては作中で一切描写が無い。
櫻庭 賢三（）
情報管理室三課の一員。
雑崎 尚人（）
情報管理室三課の一員。
桐島 隆司（）
情報管理室三課の一員。WoO捕獲のみならずアイの抹殺までも辞さない防衛隊の命令に疑問を抱くようになる。
秋田 譲二（）
科学雑誌「ケミストリー」の記者。シオンとは旧知の仲でもあり、彼女の頼みでアイを守ることに協力するようになる。
権田 一郎（）
防衛隊のパイロット。シオンの恋人で、秋田の大学の後輩。宇宙探査機「とらざめ」で彗星の調査に向い、爆発に巻込まれ行方不明となる。
永倉 泰三（）
防衛隊研究所所属の研究者でシオンの元上司。WoOに対して並々ならぬ執念を示し、新型WoO細胞を開発したことで眠っていた野心が目覚め、小太郎を怪獣に変化させたり、自らを怪獣化したりするなどして、一連の事件の元凶となった。
ウェーバー参謀
SWORD（宇宙環境保全局、Space Wonder Observer Rhea Defenderの略）の参謀。日本を守ることを建前としながら、実は日本をWoO共々消滅させようと企んでいる独善者で、もうひとりの事件の元凶でもある。
山南 マドカ（）
第1話に登場。山南大輔の一人娘でアイの幼馴染。サッカー部ではエース的存在。部員から「要らない」と蔑まれ、部を追放されたアイを最後まで庇った。アイの眼前でゲルネイクの触手に捕らえられ、体内に同化されてしまう。

## WoO星獣
ポルナレフ彗星の生命体。WoOと同質の不定形生物で、地球に侵入して様々な生物の形質に影響され怪獣化する。防衛隊の攻撃にも強い耐性を持つ。
- 共通要素として不定形生物のため、丸い目を入れている[12]。

ゲルネイク
第1・2話に登場。アメーバ状の不定形な姿をしている。身体から無数の触手を伸ばしてアイの通う多摩ヶ丘中学校の生徒を体内に同化させたが、アイを守ろうと巨大化したWoOと交戦。触手で捕縛して取り込もうとするが、WoOの歌（中枢信号）を受けて弱体化し、スピニング・アタックを受けてバラバラになった。
- 特別番組『トクサツ・ナイツ メトロン星人の怪獣大作戦』では名無しだったところをメトロン星人に名前を命名されている。意味はメトロン星の言葉で「邪悪な蛇」とのこと。同番組のテロップによる肩書きは「WoO星獣」。
- デザイン画での名称は、「アメーバ」であった。イメージソースはアメーバで、初稿から表面を変更して触手を増やしたものが決定稿となった。円谷プロの1話怪獣は1本角というものに則って中央には1本触手を付けている。

ゲルローブ
第3話に登場。海棲生物に似た姿をしている。尖った腕の先から太い触手を伸ばし、ミサイルのように発射したり相手を縛り上げる。口があるが、人間を捕食する時は触手の先端をイソギンチャクのように開いてそこから体内に吸収する。初めてアイ吉に変身したWoOと戦い、スピニング・アタックで爆散した。
- モチーフは魚類で、どろどろの粘膜質にするなど北浦監督のテイストを入れている。腕には共通要素の丸い目を入れ、WoOに付いていた矢印風のトゲを背中に付けている。

ゲルベイロ
第4話に登場。昆虫的な形態をしている。口から2本の触手を伸ばし、クワガタの顎に似た直列した頭部の牙で獲物を噛み砕く。アイ吉のトルネード・キックで大量の工事用車両をぶつけられ、弱ったところにスピニング・アタックを受けて爆発した。
- モチーフは昆虫で、ハサミの向きを横から縦に変更している。

ゲルバイル
第5話に登場。ゲル状態で地中に潜伏していたがWoOの中枢信号を受けてWoOを取り込むために両生類のような姿に怪獣化した怪獣。口から熱波を吐き、迎撃に出た防衛隊の戦車や戦闘機を次々に撃破した。アイ吉と交戦し、アイス・シュートで蜂の巣にされた。
- モチーフは両生類で、初稿では触手だったものを手に変更したものが決定稿となった。

ゲルバイルMK
第10話に登場。WoO細胞を改造した新型WoO細胞をその身に取り込んで怪獣細胞を操る力を持った永倉が、WoO抹殺のために小太郎を変異させた怪獣。語尾の"MK"とは小太郎のイニシャルである。一度はアイの声を受けて小太郎の心を取り戻すが、アイ吉の渾身のパンチ、アイ吉拳でバラバラになった。
- ゲルバイルの初稿が基で、触手部分を新規造形している。

ゲルノイド
第12・13話に登場。永倉が新型WoO細胞の力で怪獣細胞と一体化した怪獣。口から吐く火球と地表を踏み付けて発生させる衝撃波による連鎖爆発が武器で、あらゆるものを腹部から吸収する。巨大な体躯を持つが、ホバリングで身軽に移動する。過去の怪獣事件の被害者全員が体内に生存していた。一度はアイ吉を体内に取り込むが、アイと一体化して脱出したアイ吉のスピニング・アタックで完全に滅んだ。
- 書籍『円谷プロ全怪獣図鑑』では、新型WoO細胞を移植した永倉の名称を「ゲル永倉」と記載している。
- モチーフは貝などの海洋生物で、いくつかのカラーバリエーションの中から選ばれた。

## 登場兵器・メカニック
とらざめ
第1話、第12話に登場した防衛隊の有人宇宙探査機。航空機に近い形状を持つ一人乗りの宇宙船で、機首下部に大型のミサイルを格納している攻撃機でもある。地球に接近するポルナレフ彗星（生物彗星）の調査のために、権田一郎大尉が搭乗して米国アリゾナ基地から打ち上げられたが、原因不明の彗星の爆発に巻き込まれ、残骸の破片は東京都内に落下。権田も消息不明となった。
その後、第12話で彗星の爆発はとらざめが放ったミサイルによるもので、ウェーバーが彗星への攻撃命令を拒んだ権田からミサイルのコントロールを奪い、自らの名声のために彗星への攻撃を強行していたことが明らかになった。
90式戦車・F-1
第5話に登場した防衛隊の兵器。双方ともに実在する主力戦車と支援戦闘機であり、ゲルバイル攻撃のために出動したが、有効な打撃は与えられなかった。また、同時に登場した歩兵部隊はマーベリックM88を使用している。

## スタッフ
- 原案：円谷英二、金城哲夫
- 監修：円谷一夫
- 制作統括：西村崇、三枝健起[15]
- 制作：大岡新一[注釈 2]
- 企画：江藤直行
- 企画アドバイザー：満田かずほ
- プロデューサー：表有希子
- 制作プロデューサー：小山信行
- ラインプロデューサー：中井光夫
- シリーズ構成：江良至、大橋守
- 脚本：江良至、小林雄次、岡野ゆうき、北浦嗣巳
- 演出・特撮演出：大橋守、北浦嗣巳、川崎郷太、高野敏幸
- 擬闘：二家本辰巳
- 音楽プロデューサー：宮下和磨、玉川静[15]
- 音楽、選曲：ゲイリー芦屋
- 撮影：高橋創[15]
- 照明：武山弘道[15]
- 録音：高橋義照[15]
- 整音：浦田和治、門倉徹
- 美術：大澤哲三、乙竹恭慶[15]
- 特撮美術：稲村正人[15]
- キャラクターデザイン：丸山浩
- タイトル・リュックデザイン：佐藤さい子[15]
- イメージボード・絵コンテ：酒井豊[15]
- キャラクター造形、メカニック制作監修：開米敏雄[15]
- 編集：本田吉孝
- 映像技術：佐々木彰司
- VFXスーパーバイザー：松野美茂[注釈 3]
- エフェクト・スーパーバイザー：藤下忠男
- 怪獣触手CGシーケンス・CGデザイナー：古川滋彦[15]
- 怪獣バトルCGシーケンス・CGIプロデューサー：平興史[15]
- バトルCGシーケンス・CGIディレクター：島崎章[15]
- 音響効果：岡瀬晶彦、中村翼、小林直人[15]
- 共同制作：NHKエンタープライズ
- 制作・著作：NHK、円谷プロダクション

## キャスト
- 神代アイ：谷村美月
- 神代清美：とよた真帆
- 葛城シオン：黒谷友香
- 桐島隆司：山田純大[16]
- 桜庭賢三：丸岡奨詞
- 雑崎尚人：永田恵悟
- 秋田譲二：豊原功補
- 権田一郎：影丸茂樹
- 元木小太郎：矢崎広
- ウエーバー参謀：ラズ・ブレザー
- 永倉泰三：塚本晋也
- 山南大輔：永島敏行

### ゲスト
- 山南マドカ：奈良真理子（第1・12・13話）
- 中学生：上村雪乃、椿直、籏野彩香、渡辺彼野人（隼人）（第1・13話）
- アナウンサー：奏谷ひろみ（第1・2話）
- 雑誌記者：押田恵（第2・5話）
- 研究員：小瀬川理太、本郷弦（第2・7話）
- コンビニ店長：宮前利成（第2・8話）
- 江川央生[注釈 4]（第3・4・9話）
- 課長：六角精児（第3・9話）
- 源さん：綿引勝彦（第3話）
- ナナ：佐藤正宏（第3話）
- ナナの娘：岡元夕紀子（第3話）
- 亀：中山正幻（第3話）
- ばあちゃま：青木和代（第3話）
- ホームレス：江藤漢斉、須永千重（第3話）
- 防衛隊隊員：俊藤光利（第4話）
- マロウ：喜多嶋舞（第4話）
- 成澤：山崎裕太（第4話）
- 刑事：佐伯新（第4話）
- ヤクザ：石井浩、津田好治、中山圭大（第4話）
- 近藤歩美：原田舞美（第5話）
- 防衛隊隊員：望月みさ（第5話）
- 戦闘機整備士：滝藤賢一（第5話）
- 警官：河本タダオ、竹中夏海（第5話）
- 小銭拾いの男：高野ちん太郎（第5話）
- トラック運転手：横溝たかゆき（第5話）
- 小学生：村上想太、渡辺直樹（第5話）
- 中川景四（第5話）
- 中野智（第5話）
- 防衛隊隊員：大滝明利（第6話）
- 豆：豆之助（犬）（第6話）
- 犬の飼い主：木村剛（第6話）
- 女性：高橋弥生（第6話）
- 女の子：岩田麻衣（第6話）
- 金髪の男：関根裕介（第6話）
- 舟の持ち主：蔵内秀樹（第6話）
- 酔っ払い：三浦景虎（第6話）
- ウエーバー参謀の側近：田口主将、デルチャ・ミハエラ・ガブリエラ（マリア）（第7話）
- 図書館の女子高生：赤坂さなえ、長谷川桃、三好美優（第7話）
- コンビニ前の学生：篠原孝文（第7話）
- 警備員：永井浩介（第7・8話）
- 青山美帆（第7話）
- 聖子：山田まりや（第8話）
- 大家：川俣しのぶ（第8話）
- アパート住人：浜丘麻矢（第8話）
- 夫婦：吉成浩一、阿南敦子（第8話）
- 浪人男：武田秀臣（第8話）
- 産婆：井上裕季子（第8話）
- 子供：西尾昴也（第8話）
- コンビニ店長の妻：上村依子（第8話）
- ケンちゃん：ミョンジュ（第8話）
- 小学生：島綾佑、清水響、宮城孔明（第9話）
- 被害者：岡本さと子、高橋愛子（第9話）
- 通りがかりの女：落合ひとみ（第9話）
- 菊田：竹田高利（第9・10話）
- 菊田勇太：長島弘宜（第9・10話）
- 自警団員：中沢青六（イトウ）、中嶋修（第9・10話）
- リポーター：青山伊津美、川嵜美佳、西山里佳（第9・10話）
- カップル：市村直樹、多田さやか（第9・13話）
- 香月絢交（第9話）
- 野口佳穂（第9話）

### 声の出演
- WoO：藤巻恵理子
- アイ吉：私市淳
- ウエーバー参謀の側近：鵜飼久美子（第8話）
- ゲルノイド：郷里大輔（第12・13話）

### スーツアクター
- アイ吉：横尾和則[17][12]
- 怪獣：相馬絢也[17]

## 主題歌
オープニング主題歌
「Guardian Angel」
作詞：Babee 作曲：Franken 歌：Splash Candy
エンディング主題歌
「傘はひとつで足りるのかな…」
作詞： 海老岡宏子 作曲：斉藤高広 歌：ガールズ・オン・ザ・ラン

## 放映リスト
| 放送日  | 話数 | サブタイトル                 | 登場怪獣     | 脚本                              | 演出・特技監督    |
| ------- | ---- | ---------------------------- | ------------ | --------------------------------- | ----------------- |
| 4月9日  | 1    | あいつが宇宙から落ちてきた！ | ゲルネイク   | 江良至                            | 大橋守 北浦嗣巳   |
| 4月16日 | 2    | わたし殺される！             | ゲルネイク   | 江良至                            | 大橋守 北浦嗣巳   |
| 5月7日  | 3    | ヒーロー？誕生               | ゲルローブ   | 江良至                            | 北浦嗣巳          |
| 5月14日 | 4    | WoO、死なないで              | ゲルベイロ   | 小林雄次                          | 北浦嗣巳          |
| 5月21日 | 5    | 迎撃命令                     | ゲルバイル   | 岡野勇気                          | 川崎郷太          |
| 6月11日 | 6    | さよならWoO                  | -            | 岡野勇気                          | 川崎郷太          |
| 6月18日 | 7    | 新たなる恐怖                 | -            | 江良至                            | 北浦嗣巳          |
| 6月25日 | 8    | わたしの居場所               | -            | 江良至                            | 大橋守 北浦嗣巳   |
| 7月2日  | 9    | 追いつめられて               | -            | 江良至 北浦嗣巳                   | 北浦嗣巳          |
| 7月9日  | 10   | ごめんね、小太郎             | ゲルバイルMK | 江良至 北浦嗣巳                   | 北浦嗣巳 高野敏幸 |
| 7月16日 | 11   | ラブ･フォー･オール           | -            | 江良至 小林雄次 岡野勇気 北浦嗣巳 | 大橋守            |
| 7月23日 | 12   | 最後の闘い                   | ゲルノイド   | 小林雄次                          | 北浦嗣巳          |
| 8月13日 | 13   | 未来への絆                   | ゲルノイド   | 小林雄次                          | 北浦嗣巳          |

上記のほか、2006年8月7日よりBS2、同年11月17日から2007年3月16日まで総合テレビ（ミッドナイトチャンネル枠・金曜深夜1:10）で放映されていた。

## DVD
2006年10月27日から2007年3月23日にかけて、6巻に分けられてDVDが発売された。発売元はNHKエンタープライズ、販売元はバンダイビジュアルである。第1巻から第5巻は2話ずつ、第6巻は3話本編が収録されたほか、各巻20分から40分程度の映像特典が本編ディスクに収録されている。

## 漫画
加々見絵里による同名漫画が、集英社の漫画雑誌『りぼん』2006年9月号から2007年2月号まで連載された。エブリデイ・マジック作品へ変更され、学校を中心とした普通の日常生活が描かれる。WoOのデザインやアイ、小太郎などの登場人物は一致するものの、設定は「アイの両親が健在」「小太郎が高校生」等、大きく異なる。いわゆる怪獣物の記号は全て廃されたため、アイ吉や怪獣、防衛隊の面々は登場しない。
単行本が2007年3月に発売された。全1巻。